# Graziano Arici
Graziano Arici (Venezia, 13 aprile 1949) è un fotografo italiano, residente in Francia dal 2010.

## Biografia
Graziano Arici, nato a Venezia il 13 aprile 1949, è un fotografo italiano residente in Francia dal 2010. Ha creato l’”Archivio Graziano Arici”, archivio che è stato donato alla Fondazione Querini Stampalia di Venezia nel settembre 2017. 
Graziano Arici, dopo aver studiato sociologia, è diventato fotografo professionista nel 1978. È stato fotografo ufficiale per La Fenice a Venezia dal 1980 dove ha lavorato per più di vent'anni ; ha documentato l'architettura e le decorazioni del teatro, e le sue fotografie hanno permesso, dopo l'incendio della La Fenice nel 1996, attraverso il dono delle sue fotografie, di ricostruire l’intero apparato decorativo del Teatro.
Ha seguito l'attività artistica e culturale della città di Venezia (Biennali, mostre e spettacoli di artisti), dalla fine degli anni '70 ai primi anni del 2010. Dall'inizio della sua carriera, ha lavorato sul ritratto di artisti, di scrittori, musicisti, registi e attori, cercando di documentare il processo di creazione di un'opera d’arte.
Ha inoltre sviluppato un ampio lavoro attorno agli scavi archeologici e ai siti di restauro della laguna veneta e di Venezia, effettuando centinaia di ore di voli di elicottero sulla laguna di Venezia.
È stato membro delle agenzie fotografiche Sygma (dal 1989 fino alla sua acquisizione da parte di Corbis nel 1999) e l’Agenzia Grazia Neri (dal 1980 alla sua chiusura nel 2009).
Tra il 1981 e il 1986 ha documentato il lavoro artistico del pittore Emilio Vedova; nel 1988, seguì Jim Dine durante il suo soggiorno veneziano e documentò la sua attività artistica. Nel 1984, è stato il fotografo personale del compositore Luigi Nono per la prima dell'Opera “Prometeo. Tragedia dell’ascolto” nella chiesa di San Lorenzo a Venezia. Nel 1985, ha collaborato con il Palazzo Grassi come fotografo ufficiale per realizzare la documentazione dell’allestimento delle mostre, prima con la gestione della Fondazione Agnelli e successivamente con la Fondazione Pinault. Ha documentato inoltre i lavori di ristrutturazione della Punta della Dogana eseguiti da architetto Tadao Andō, per incarico di François Pinault.
Nel 1989 ha documentato, tra l'altro, la caduta del muro di Berlino e ha eseguito un vasto reportage sulla storia dell’eresia catara nel sud della Francia.
Ha prodotto molti reportages sul Ghetto di Venezia, che hanno dato vita a pubblicazioni e mostre.
Tra il 1990-1992, è stato chiamato da Edgar Reitz per seguire la lavorazione del film “Heimat 2 - Cronaca di una giovinezza”. Questo lavoro ha dato vita a un libro per l’editore Mondadori e a due mostre.
Nel 1991 Graziano Arici ha documentato la riunificazione della Germania in particolare modo sulle città della Germania orientale ; tra il 1995 e il 1996 ha, per mesi, anche documentato la guerra in Bosnia e l’assedio di Sarajevo.
Nel 1996, con i fotografi Marcello Mencarini e Francesco Gorup de Besanez, fonda l'agenzia fotografica Rosebud. Hanno quindi fondato, in seguito alla chiusura dell'agenzia Grazia Neri, nel 2009, l'agenzia Rosebud2.
Oltre al suo lavoro di fotogiornalista, ha sviluppato, fin dall’inizio, un lungo lavoro di creazione espressiva personale, producendo serie fotografiche come “Venetians” (1988-1992), serie descritta dallo storico della fotografia Italo Zannier come "post-neorealista", Lady Lazarus (2012), “Irgendwo”, “Als Das Kind, Kind war”, “Monochrome” etc., o lavori dedicati a città come Mosca, Astana, Parigi, Berlino, Londra e Novosibirsk.
Nel 2011 Graziano Arici ha lasciato definitivamente la città di Venezia per stabilirsi ad Arles, nel sud della Francia. Si dedica a serie personali e le sue mostre sono esposte in tutto il mondo.
Graziano Arici è stato, nel 2012, il primo - e unico - fotografo membro eletto socio dell'Ateneo Veneto a Venezia.
Il 2 giugno 2018, il Presidente della Repubblica italiana, Sergio Mattarella, ha nominato Graziano Arici Cavaliere dell'Ordine della Repubblica per meriti culturali.
È stato anche nominato dal sindaco di Arles, Hervé Schiavetti, "cittadino onorario della città di Arles" il 12 dicembre 2018.

## L’Archivio Graziano Arici
Graziano Arici, dall'inizio della sua carriera, ha avuto come progetto la creazione di un archivio fotografico : questo archivio, che ora ha oltre un milione e mezzo di fotografie, è formato, per stragrande maggioranza, da proprie fotografie, ed è aumentato con acquisizioni di fotografie provenienti da altre origini, risalenti al XIX secolo o alla prima metà del XX secolo. Questo importante assieme fotograficoche potrebbe essere considerato, prima della sua donazione, come il più grande archivio fotografico privato messo insieme da un singolo fotografo, è stato donato da Graziano Arici alla Fondazione Querini Stampalia a Venezia, nel settembre 2017. Questo archivio rimane sotto la direzione di Graziano Arici, che lavora continuamente al suo ampliamento.

## Mostre personali
- Venise, Verdi, Wagner, Mois de la photo, Parigi, 1984.
- Vedova e il suo laboratorio, Circolo Artistico, Bologna, 1984.
- Dopo Venezia, Galerie Fnac, Montpellier, 1989.
- Attorno a Santomaso, Pinacoteca Casa Rusca, Locarno, 1990.
- Prometeo, La Biennale di Venezia, Venezia, 1993.
- Sul set di Die zweite Heimat, Istituto tedesco di Cultura, Palazzo Albrizzi, Venezia, 1994.
- L'io e il suo doppio Un secolo di ritratto fotografico in Italia, La Biennale di Venezia, Venezia, 1995.
- Il cinema a Sarajevo durante l'assedio, Festival Alpe Adria Cinema, Trieste, 1996.
- Alla faccia dell'arte, Fondazione Bevilacqua la Masa, Venezia, 2000.
- Su Vedova, Nuova Icona, Venezia, 2000.
- Brodskij a Venezia, Venezia, 2002.
- Visages du Cinéma, Festival International du Cinéma Méditerranéen, Montpellier, 2002.
- Graziano Arici, fotografo dell'arte e degli artisti, Museo Civico di Arte Contemporanea, Palazzo Farnese, Ortona, 2002.
- Memorie sottratte al tempo, Magazzini del cotone, Porto Vecchio, Genova, 2004.
- Snapshots e Facce d'artista, Palazzo Grassi, Venezia, 2006.
- Bellissima. Dive, divine e divette a Venezia, Centro Culturale Candiani, Mestre-Venezia, 2006.
- Archivio Graziano Arici, Salone dei Beni Culturali, Venezia, 2009.
- Il Volto delle Parole, Fondazione Buziol, Venezia, 2010.
- Posa d'Artista, ritratti dall'Archivio Graziano Arici, Centro Culturale Candiani, Mestre-Venezia, 2010.
- Bellissima, Istituto Italiano di Cultura, Tunisi, 2010.
- Il Veneto di Hemingway, Istituto Veneto di Scienza, Lettere ed Arti, Venezia, 2011.
- Padiglione Italia alla 54ª Esposizione Internazionale d'Arte della Biennale di Venezia per il 150° dell'Unità d'Italia, Villa Contarini, Piazzola sul Brenta, 2011.
- Per Andrea Zanzotto, Istituto Veneto di Scienze, Lettere ed Arti, Venezia, 2011.
- ...lontan massa son 'ndat, pur stando qua... Palazzo Comunale, Caorle, 2012.
- Venetians, Istituto Veneto di Scienze, Lettere ed Arti, Venezia, 2012.
- Écrivains, L'Atelier Cinq, Arles, 2013.
- Bellissima, Chapelle des Pénitents bleus, La Ciotat, 2013.
- Arles vu par Graziano Arici, Le Magasin de Jouets, Arles, 2013.
- L'âge d'or du cinéma, Chapelle des Pénitents bleus, La Ciotat, 2014.
- Mon manège à moi, L'Atelier du Midi, Arles, 2015.
- Venice Sunset, École normale supérieure, Lione, 2016.
- Venice. World culture in the people, Central Manege, Photobiennale 2016, Mosca, 2016.
- Venice. World culture in the people, National Museum, Astana, Kazakhstan, 2016.
- ...le nommé Vood, paysagiste..., Van Gogh / Arles, Rencontres de la Photographie Off, L'Atelier Cinq, Arles, 2016.
- Passato Prossimo Il Ghetto di Venezia 1986-2016, Museo Ebraico di Venezia, Venezia, 2016.
- Rosencrantz and Guildenstern are dead, Rencontres de la Photographie Off, L'Atelier Cinq, Arles, 2017.
- Prometeo di Luigi Nono, Giudecca, Venezia, 2017.
- Graziano Arici presents, Pobeda Gallery, Novosibirsk, 2018.
- Die Mauer, the wall, le mur, Festival Voies Off, Fotohaus ParisBerlin, Arles, 2019.
- Graziano Arici: le foto di scena di Heimat 2 in Mostra, Centro San Fedele, Milano, 2019.
- Venice 1860-2019. Photographs from the Archivio Graziano Arici, Fondazione Querini Stampalia, Venezia, 2019.
- Revoir Venise, Bibliothèque Ceccano, Avignon, 2020.
- Graziano Arici - Now is the Winter of our Discontent, Arles, Musée Réattu, 2021.

## Pubblicazioni
- Riverberi - Santomaso, Roma, 2RC Editori, 1985.
- Palazzo Grassi, Venezia, Marsilio, 1986.
- Teatro La Fenice, Venezia, Marsilio, 1987 (édition augmentée en 1997).
- Il Ghetto di Venezia, Venezia, Arsenale Editore, 1998.
- The Venitian Ghetto, New York, Rizzoli International,1990.
- Fotogiornalismo in Italia oggi, Venezia, Corbo e Fiore,1993.
- Heimat 2, Milano, Arnoldo Mondadori Editore,1994.
- L'io e il suo doppio. Un secolo di ritratto fotografico in Italia, Firenze, Fratelli Alinari, 1995.
- Gran Teatro La Fenice, Treviso, Biblos Editore,1997.
- Andava nell'acqua crescendo - origine delle cose di Venezia, Venezia, Editore Consorzio Venezia Nuova, 2000.
- La galea ritrovata, Venezia, Editore Consorzio Venezia Nuova, 2002.
- Memorie sottratte al tempo, Milano, Electa, 2004.
- Bellissima. Dive, divine e divette a Venezia, Venezia, Marsilio Editore, 2006.
- Acqua Alta, Venezia, Lineadacqua Edizioni, 2009.
- L'Arsenale di Venezia, Venezia, Cicero Editore, 2009.
- Il cantiere del People Mover di Venezia, Venezia, ASM, 2010.
- Posa d'Artista, ritratti dall'Archivio Graziano Arici, Venezia, Marsilio, 2010.
- ...lontan massa son 'ndat, pur stando qua..., Venezia, Comune di Caorle/Istituto Veneto di Scienze, Lettere ed Arti, 2012.
- ll Caffè Pedrocchi, Padova, Edizioni Il Poligrafo, 2014.
- Dolce Claudia, Parigi, Éditions Contrejour, 2014.
- Le nommé Vood, paysagiste, Arles, Atelier Cinq, 2016.
- Passato Prossimo il Ghetto di Venezia 1986-2016, Venezia, Campanotto Editore, 2016.
- Venezia 1860-2029, Fondazione Querini Stampalia, Venezia, Grafiche Veneziane, 2019.
- Graziano Arici - Now is the Winter of our Discontent, Arles / Trouville-sur-Mer, musée Réattu / Illustria La Librairie des musées Éditions, 2021.